# Billie Jean King Cup 2023
De Billie Jean King Cup werd in 2023 voor de 60e keer gehouden. De BJK Cup (voorheen: Fed Cup) is de jaarlijkse internationale tenniscompetitie voor landenteams, voorbehouden aan vrouwen. Deze editie deden 134 teams met het toernooi mee.

## Opzet
De in 2022 aangepaste opzet werd in 2023 met een kleine verandering door de ITF voortgezet.
- De hoogste regionale groepen speelden hun wedstrijden in de week van 10 april 2023. De winnaars gingen naar de play-offs in november.
- De laagste regionale groepen speelden op uiteenlopende weken in de periode juni–oktober.
- De kwalificatieronde van de Wereldgroep was ook dit jaar in april en het eindtoernooi vond plaats in november, tegelijk met de play-offs.

Op grond van een beslissing van de gezamenlijke internationale tennisbonden waren de teams uit Rusland en Wit-Rusland ook dit jaar weer uitgesloten van deelname.

## Kwalificatieronde Wereldgroep
Er waren achttien deelnemende landen in de kwalificatieronde voor de Wereldgroep. Op vrijdag 14 en zaterdag 15 april 2023 speelde iedere deelnemer een landenwedstrijd tegen een door loting bepaalde tegenstander, thuis of uit. De negen winnaars gingen naar het eindtoernooi; acht van de negen verliezers gingen naar de play-offs; de andere verliezer, Polen, mocht als wildcard naar het eindtoernooi.

## Play-offs Wereldgroep
Er waren zestien deelnemende landen in de play-offs van de Wereldgroep, die werden gespeeld op 10, 11 en 12 november 2023. De acht winnaars nemen het jaar erna deel aan de kwalificatieronde van de Wereldgroep; de acht verliezers gaan dan naar de hoogste groep van hun regionale zone.

## Eindtoernooi Wereldgroep
Er waren twaalf deelnemende landen in het eindtoernooi van de Wereldgroep, dat plaatsvond van dinsdag 7 tot en met zondag 12 november 2023 in Sevilla. Zwitserland en Australië (finalisten in 2022) kregen gezelschap van de negen winnaars van de kwalificatieronde plus een wildcard (Polen). Na een groepsronde volgden de halve finales en de finale. De twee finalisten, Canada (winnaar) en Italië, mogen een jaar later rechtstreeks naar het eindtoernooi; de overige tien landen (behalve gastheer Spanje en wildcard Tsjechië) zullen dan aantreden in de kwalificatieronde, samen met de acht winnaars van de play-offs.

## België
België trad aan in de Wereldgroep. In de kwalificatieronde nam België het buitenshuis op tegen Canada. Het Belgische team bestond uit Ysaline Bonaventure (WTA-86), Greet Minnen (WTA-171), Yanina Wickmayer (WTA-190) en Kirsten Flipkens (WTA-382). België verloor het beslissende dubbelspel, en speelde hierdoor in november 2023 play-offs om het behoud op het hoogste niveau. België nam het thuis (in Charleroi) op tegen Hongarije. Het Belgische team bestond uit Greet Minnen (WTA-62), Yanina Wickmayer (WTA-74), Marie Benoît (WTA-228), Sofia Costoulas (WTA-297) en Kimberley Zimmermann (WTA-dubbel-64). België won de ontmoeting met 3–1 en verzekerde zich zo van behoud op het hoogste niveau.
| datum      | tegenstander | uitslag | locatie | groep | ronde               | w/v     |
| ---------- | ------------ | ------- | ------- | ----- | ------------------- | ------- |
| 2023-04-14 | Canada       | 2-3     | uit     | WG    | kwalificatieronde   | verlies |
| 2023-11-12 | Hongarije    | 3-1     | thuis   | WG PO | degradatiewedstrijd | winst   |

## Nederland
Nederland trad aan in Groep I van de regionale zone Europa/Afrika, die zich van 10 tot en met 15 april ontrolde in Antalya (Turkije). De door Elise Tamaëla geleide ploeg bestond uit: Lesley Kerkhove (WTA-198), Suzan Lamens (WTA-283), Lexie Stevens (WTA-416), Demi Schuurs (WTA-12 in dubbelspel) en Bibiane Schoofs (WTA-144 in dubbelspel). Zij werden tweede in hun subgroep A, maar wisten door winst op Servië (tweede in subgroep B) toch een hernieuwde promotie in de wacht te slepen. In november mocht Nederland deelnemen aan de play-offs voor de Wereldgroep. Elise Tamaëla stond weer aan het hoofd van het team, nu bestaande uit Arantxa Rus (WTA-51), Arianne Hartono (WTA-180), Suzan Lamens (WTA-218) en Demi Schuurs (WTA-19 in dubbelspel). In de Litouwse hoofdstad Vilnius namen zij het op tegen Oekraïne. Deze ontmoeting verloren zij met 1–3, waardoor zij werden teruggeworpen naar Groep 1 van de regionale zone Europa/Afrika.
| datum      | tegenstander | uitslag | locatie | groep    | ronde             | w/v     |
| ---------- | ------------ | ------- | ------- | -------- | ----------------- | ------- |
| 2023-04-10 | Letland      | 3-0     | Turkije | EPA G1 A | groepsfase        | winst   |
| 2023-04-11 | Turkije      | 2-1     | Turkije | EPA G1 A | groepsfase        | winst   |
| 2023-04-13 | Egypte       | 3-0     | Turkije | EPA G1 A | groepsfase        | winst   |
| 2023-04-14 | Hongarije    | 0-3     | Turkije | EPA G1 A | groepsfase        | verlies |
| 2023-04-15 | Servië       | 2-1     | Turkije | EPA G1 A | promotiewedstrijd | winst   |
| 2023-11-12 | Oekraïne     | 1-3     | uit     | WG PO    | promotiewedstrijd | verlies |

## Legenda
| niveau 1 | niveau 2 | niveau 3 | niveau 4 | niveau 5 |